# Самарський (Александровський район)
Сама́рський (рос. Самарский) — селище у складі Александровського району Оренбурзької області, Росія.

## Населення
Населення — 31 особа (2010; 93 у 2002).
Національний склад (станом на 2002 рік):
- росіяни — 35 %